# 鲁道夫·沃尔克
鲁道夫·沃尔克（義大利語：Rodolfo Volk，1906年1月14日—1983年10月2日），男，意大利足球运动员。他曾当选1930-1931赛季意甲联赛最佳射手。